# Кызыл-Арык
Кызыл-Арык (кирг. Кызыл-Арык) — село в Ысык-Атинском районе Чуйской области Кыргызстана. Входит в состав Сын-Ташского айылного аймака.

## География
Село расположено на севере центральной части области, на правом берегу реки Ысык-Ата, на расстоянии приблизительно 25 километров (по прямой) к юго-востоку от города Кант, административного центра района. Абсолютная высота — 1159 метров над уровнем моря.

## Население
Согласно оценочным данным Национального статистического комитета Кыргызской Республики, численность населения села на начало 2023 года составляла 932 человека.
| год     | 2009 | 2014 | 2015 | 2020 | 2021 | 2023 |
| ------- | ---- | ---- | ---- | ---- | ---- | ---- |
| человек | 640  | 794  | 846  | 885  | 903  | 932  |